# بيم بالكستاين
بيم بالكستاين (بالهولندية: Pim Balkestein)‏ (29 أبريل 1987 بخاودا في هولندا - ) هو لاعب كرة قدم هولندي في مركز الدفاع. لعب مع إيبسويتش تاون وفي في في فينلو ونادي برينتفورد ونادي هيرنفين وDe Treffers ‏ وإيه أف سي ويمبلدون ونادي روتشديل ونادي إلفرسبيرغ.

## وصلات خارجية
- بيم بالكستاين على موقع قاعدة بيانات كرة القدم.إي يو (الإنجليزية)
- بيم بالكستاين على موقع Soccerbase.com (لاعب) (الإنجليزية)
- بيم بالكستاين على موقع Soccerway.com (الإنجليزية)